# Partecipanti al Tour de Langkawi 2023
Elenco dei partecipanti al Tour de Langkawi 2023.
Il Tour de Langkawi 2023 è stato la ventisettesima edizione della corsa. Alla competizione presero parte 22 squadre: 2 con licenza UCI World Tour 2023, 8 UCI ProTeam, 11 UCI Continental Team e 1 selezione nazionale.
Partenza con 128 ciclisti accreditati.

## Corridori per squadra
Nota: R ritirato, NP non partito, FT fuori tempo, SQ squalificato
| EF Education-EasyPost              | EF Education-EasyPost              | EF Education-EasyPost              | Astana Qazaqstan Team             | Astana Qazaqstan Team             | Astana Qazaqstan Team             | Green Project-BardianiCSF-Faizanè            | Green Project-BardianiCSF-Faizanè            | Green Project-BardianiCSF-Faizanè            |
| ---------------------------------- | ---------------------------------- | ---------------------------------- | --------------------------------- | --------------------------------- | --------------------------------- | -------------------------------------------- | -------------------------------------------- | -------------------------------------------- |
| N°                                 | Ciclista                           | Clas.                              | N°                                | Ciclista                          | Clas.                             | N°                                           | Ciclista                                     | Clas.                                        |
| 1                                  | Simon Carr                         | 1°                                 | 11                                | Vadim Pronskij                    | 5°                                | 21                                           | Luca Covili                                  | 12°                                          |
| 2                                  | Alexander Cepeda                   | 2°                                 | 12                                | Jurij Natarov                     | 59°                               | 22                                           | Lorenzo Conforti                             | 46°                                          |
| 3                                  | Odd Christian Eiking               | 23°                                | 14                                | Gleb Syrica                       | 74°                               | 23                                           | Davide Gabburo                               | 48°                                          |
| 4                                  | Tom Scully                         | 55°                                | 15                                | Leonardo Basso                    | 73°                               | 24                                           | Matteo Scalco                                | 36°                                          |
| 5                                  | Michael Valgren                    | 39°                                | 16                                | Savelii Laptev                    | 79°                               | 25                                           | Manuele Tarozzi                              | 35°                                          |
| 6                                  | Jardi van der Lee                  | 13°                                | 17                                | Harold Martín López               | 10°                               | 26                                           | Enrico Zanoncello                            | 44°                                          |
| Tudor Pro Cycling Team             | Tudor Pro Cycling Team             | Tudor Pro Cycling Team             | Bolton Equities Black Spoke       | Bolton Equities Black Spoke       | Bolton Equities Black Spoke       | Human Powered Health                         | Human Powered Health                         | Human Powered Health                         |
| N°                                 | Ciclista                           | Clas.                              | N°                                | Ciclista                          | Clas.                             | N°                                           | Ciclista                                     | Clas.                                        |
| 31                                 | Arvid de Kleijn                    | 77°                                | 41                                | Bailey O'Donnell                  | 93°                               | 51                                           | Adam de Vos                                  | 108°                                         |
| 32                                 | Seb. Kolze Changizi                | 70°                                | 42                                | Matthew Bostock                   | 54°                               | 52                                           | Paul Double                                  | 6°                                           |
| 33                                 | Robin Froidevaux                   | 72°                                | 43                                | Josh Burnett                      | 58°                               | 53                                           | Benjamin Perry                               | 71°                                          |
| 34                                 | Simon Pellaud                      | 29°                                | 44                                | Logan Currie                      | 18°                               | 54                                           | Embret Svestad                               | NP8ª                                         |
| 35                                 | Hannes Wilksch                     | 15°                                | 45                                | George Jackson                    | 52°                               | 55                                           | Gijs Van Hoecke                              | 45°                                          |
| 36                                 | Maikel Zijlaard                    | 82°                                | 46                                | Luke Mudgway                      | 95°                               | 56                                           | Sasha Weemaes                                | 86°                                          |
| Equipo Kern Pharma                 | Equipo Kern Pharma                 | Equipo Kern Pharma                 | Euskaltel-Euskadi                 | Euskaltel-Euskadi                 | Euskaltel-Euskadi                 | Corratec Selle Italia                        | Corratec Selle Italia                        | Corratec Selle Italia                        |
| N°                                 | Ciclista                           | Clas.                              | N°                                | Ciclista                          | Clas.                             | N°                                           | Ciclista                                     | Clas.                                        |
| 61                                 | Pablo Castrillo                    | 3°                                 | 71                                | Mikel Iturria                     | 14°                               | 81                                           | Davide Baldaccini                            | 20°                                          |
| 62                                 | Eugenio Sánchez                    | 38°                                | 72                                | Joan Bou                          | 4°                                | 82                                           | Giulio Masotto                               | 68°                                          |
| 63                                 | Carlos García Pierna               | 22°                                | 73                                | Carlos Canal                      | R 7ª                              | 83                                           | Attilio Viviani                              | 66°                                          |
| 64                                 | Iván Cobo                          | 62°                                | 74                                | Xabier Isasa                      | 56°                               | 84                                           | Alexander Konychev                           | 47°                                          |
| 65                                 | José Félix Parra                   | NP7ª                               | 75                                | Mikel Bizkarra                    | 17°                               | 85                                           | Lorenzo Quartucci                            | 21°                                          |
| 66                                 | Jon Agirre                         | 8°                                 | 76                                | Txomin Juaristi                   | 11°                               | 86                                           | Alessandro Iacchi                            | SQ5ª                                         |
| Caja Rural-Seguros RGA             | Caja Rural-Seguros RGA             | Caja Rural-Seguros RGA             | Terengganu Polygon Cycling Team   | Terengganu Polygon Cycling Team   | Terengganu Polygon Cycling Team   | JCL Team Ukyo                                | JCL Team Ukyo                                | JCL Team Ukyo                                |
| N°                                 | Ciclista                           | Clas.                              | N°                                | Ciclista                          | Clas.                             | N°                                           | Ciclista                                     | Clas.                                        |
| 91                                 | Daniel Babor                       | 84°                                | 101                               | Fakhruddin Mazuki                 | 96°                               | 111                                          | Masaki Yamamoto                              | R 8ª                                         |
| 92                                 | Tomáš Bárta                        | 83°                                | 102                               | Mohd Harrif Saleh                 | 103°                              | 112                                          | Raymond Kreder                               | 88°                                          |
| 93                                 | Gorka Sorarrain                    | 50°                                | 103                               | Nur Aiman Mohd Zariff             | 40°                               | 114                                          | Riku Onaka                                   | 78°                                          |
| 94                                 | Calum Johnston                     | 27°                                | 104                               | Youcef Reguigui                   | 53°                               | 115                                          | Yūma Koishi                                  | NP7ª                                         |
| 95                                 | Jokin Murguialday                  | 9°                                 | 105                               | Jeroen Meijers                    | 41°                               | 116                                          | Hayato Uwano                                 | 69°                                          |
| 96                                 | Eduard Prades                      | 26°                                | 106                               | J. Sainbayar                      | 16°                               |                                              |                                              |                                              |
| Roojai Online Insurance            | Roojai Online Insurance            | Roojai Online Insurance            | Thailand Continental Cycling Team | Thailand Continental Cycling Team | Thailand Continental Cycling Team | Hengxiang Cycling Team                       | Hengxiang Cycling Team                       | Hengxiang Cycling Team                       |
| N°                                 | Ciclista                           | Clas.                              | N°                                | Ciclista                          | Clas.                             | N°                                           | Ciclista                                     | Clas.                                        |
| 121                                | T. Batsaikhan                      | NP7ª                               | 131                               | Navuti Liphongyu                  | 34°                               | 141                                          | Māris Bogdanovičs                            | 87°                                          |
| 122                                | Ariya Phounsavath                  | 24°                                | 132                               | Noppachai Klahan                  | 64°                               | 142                                          | Dongyi Hou                                   | 98°                                          |
| 123                                | Adne van Engelen                   | 7°                                 | 133                               | Warut Paekrathok                  | R 3ª                              | 143                                          | Yongbing Gao                                 | 43°                                          |
| 124                                | Thanachat Yatan                    | 76°                                | 134                               | Ratchanon Yaowarat                | 57°                               | 145                                          | Cristian Raileanu                            | 33°                                          |
| 125                                | Valentin Midey                     | 28°                                | 135                               | Sarawut Sirironnachai             | 67°                               | 146                                          | Andris Vosekalns                             | 109°                                         |
| 126                                | Polychrónis Tzortzákis             | 89°                                | 136                               | T. Chaiyasombat                   | 25°                               |                                              |                                              |                                              |
| St George Continental Cycling Team | St George Continental Cycling Team | St George Continental Cycling Team | Li Ning Star                      | Li Ning Star                      | Li Ning Star                      | 7 Eleven Cliqq-air21 by Roadbike Philippines | 7 Eleven Cliqq-air21 by Roadbike Philippines | 7 Eleven Cliqq-air21 by Roadbike Philippines |
| N°                                 | Ciclista                           | Clas.                              | N°                                | Ciclista                          | Clas.                             | N°                                           | Ciclista                                     | Clas.                                        |
| 151                                | Matthew Rice                       | R 3ª                               | 161                               | Bai Lijun                         | R 3ª                              | 171                                          | Ryan Tugawin                                 | 105°                                         |
| 152                                | William Cooper                     | 106°                               | 162                               | Roniel Campos                     | 32°                               | 172                                          | Ismael Grospe                                | 63°                                          |
| 153                                | Connor Sens                        | 80°                                | 163                               | Shao Junqi                        | 31°                               | 173                                          | Nichol Pareja                                | 81°                                          |
| 154                                | Dylan Sunderland                   | 91°                                | 164                               | Li Luhao                          | 97°                               | 174                                          | Junreck Carcueva                             | SQ5ª                                         |
| 155                                | Riley Fleming                      | 101°                               | 165                               | Alexei Shnyrko                    | 104°                              | 175                                          | Rench Michael Bondoc                         | 85°                                          |
| 156                                | Jackson Medway                     | 37°                                | 166                               | Periklis Ilias                    | 19°                               | 176                                          | Joshua Pascual                               | NP6ª                                         |
| KSPO Professional                  | KSPO Professional                  | KSPO Professional                  | Nusantara Cycling Team            | Nusantara Cycling Team            | Nusantara Cycling Team            | Giant Cycling Team                           | Giant Cycling Team                           | Giant Cycling Team                           |
| N°                                 | Ciclista                           | Clas.                              | N°                                | Ciclista                          | Clas.                             | N°                                           | Ciclista                                     | Clas.                                        |
| 181                                | Choi Dong-hyeok                    | 92°                                | 191                               | Abdul Gani                        | 99°                               | 201                                          | Deng Penghai                                 | 94°                                          |
| 182                                | Kim Eunbyeol                       | SQ5ª                               | 192                               | Imam Arifin                       | 75°                               | 203                                          | Lin Chuanyang                                | NP3ª                                         |
| 183                                | Kim Jinwoong                       | 51°                                | 193                               | Nur Prasetyo Firdaus              | 65°                               | 204                                          | Wang Zichen                                  | NP3ª                                         |
| 184                                | Shin Byeonghoon                    | 107°                               | 194                               | Muhammad Ridwan                   | SQ5ª                              | 205                                          | Huang Junlei                                 | NP3ª                                         |
| 185                                | Lee Seojun                         | FT6ª                               | 195                               | Afiq Huznie Othman                | 90°                               |                                              |                                              |                                              |
| 186                                | Im Saegyeol                        | R 3ª                               | 196                               | Óscar Pachón                      | 60°                               |                                              |                                              |                                              |
| Selezione malese                   |                                    |                                    |                                   |                                   |                                   |                                              |                                              |                                              |
| N°                                 | Ciclista                           | Clas.                              |                                   |                                   |                                   |                                              |                                              |                                              |
| 211                                | M. Abdul Halil                     | 100°                               |                                   |                                   |                                   |                                              |                                              |                                              |
| 212                                | Muhsin Misbah                      | 49°                                |                                   |                                   |                                   |                                              |                                              |                                              |
| 213                                | Aiman Rosli                        | 30°                                |                                   |                                   |                                   |                                              |                                              |                                              |
| 214                                | Zulhelmi Zainal                    | 102°                               |                                   |                                   |                                   |                                              |                                              |                                              |
| 215                                | M. Shaiful Adlan                   | 49°                                |                                   |                                   |                                   |                                              |                                              |                                              |
| 216                                | Muhamad Z. Azman                   | 61°                                |                                   |                                   |                                   |                                              |                                              |                                              |